# Commissariat de la Police communale de Charleroi
Le Commissariat de la Police Communale de Charleroi est successivement, les bureaux de l'ex-Police communale de Charleroi, pour ensuite devenir l'hôtel de police central de la Zone de police de Charleroi. Il est situé au Boulevard Pierre Mayence, no 14. C'est un vaste complexe moderniste érigé vers 1938-1939 en briques jaunes et béton sous toits plats.

## Affectations du bâtiment

### Jusqu'en 2014: Services de police
Ils étaient initialement occupés par l'ex Police communale de Charleroi, et ce, jusqu'à la réforme des polices en 2001. À ce moment, les locaux accueillent la Police locale de Charleroi, nouvellement créée à la suite de la fusion des anciens corps de police du pays.
Le 7 octobre 2014, les policiers locaux quittent les bâtiments et s'installent dans leurs nouvelles installations, la Tour Bleue. Depuis cette date, les locaux sont inoccupés.

### 2016: Rénovation et nouvelle affectation
En février 2016, débutent les travaux de rénovation du bâtiment, lesquels étaient initialement prévus pour la fin 2015. Une fois rénovés, les lieux auront pour destination d’accueillir un des sièges de l'Agence wallonne pour une Vie de Qualité (AViQ) qui est responsable de politiques de bien-être et santé, de handicap et famille. Quatre-cents agents y seront affectés.

## Galerie

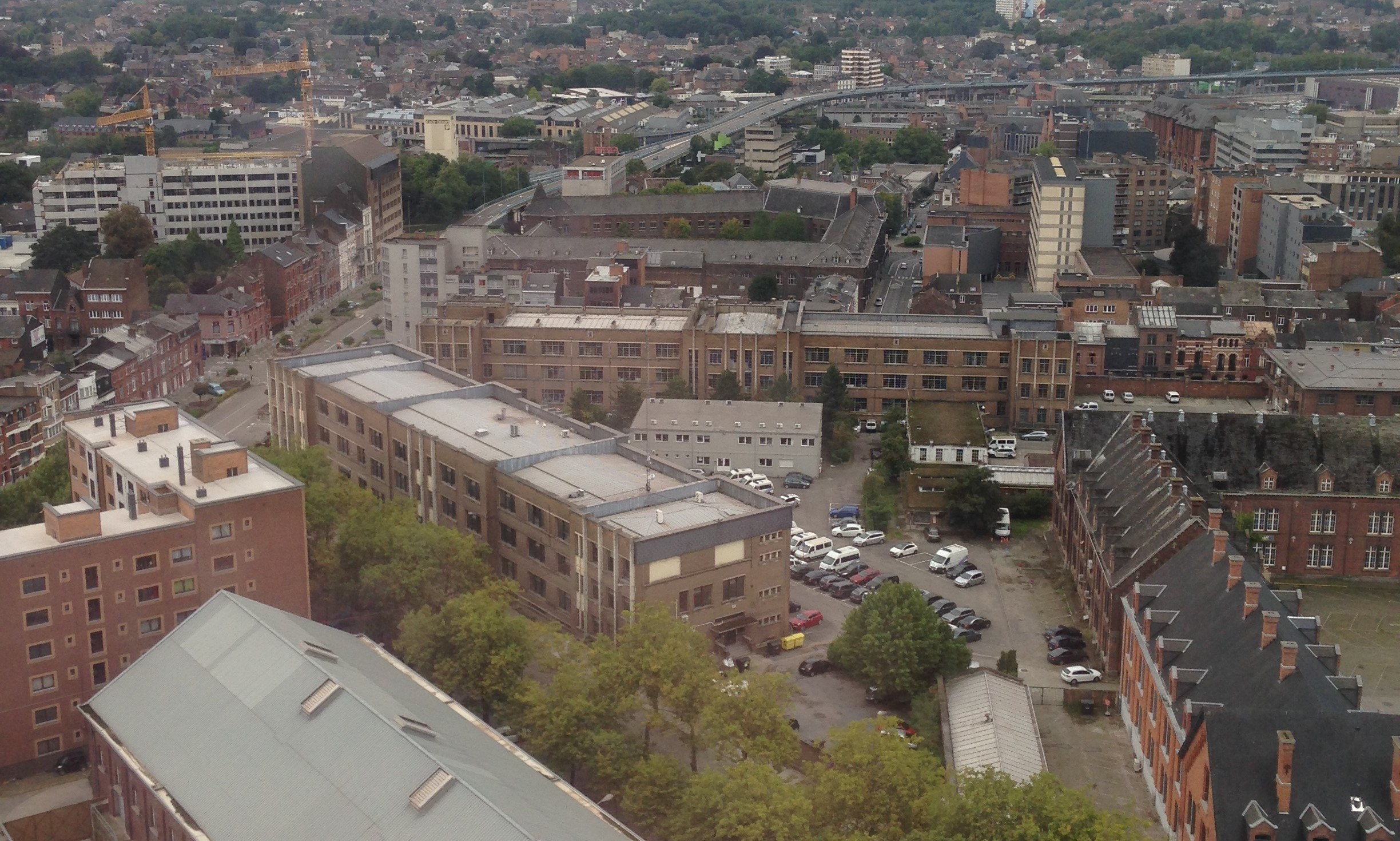
Vue aérienne des bâtiments
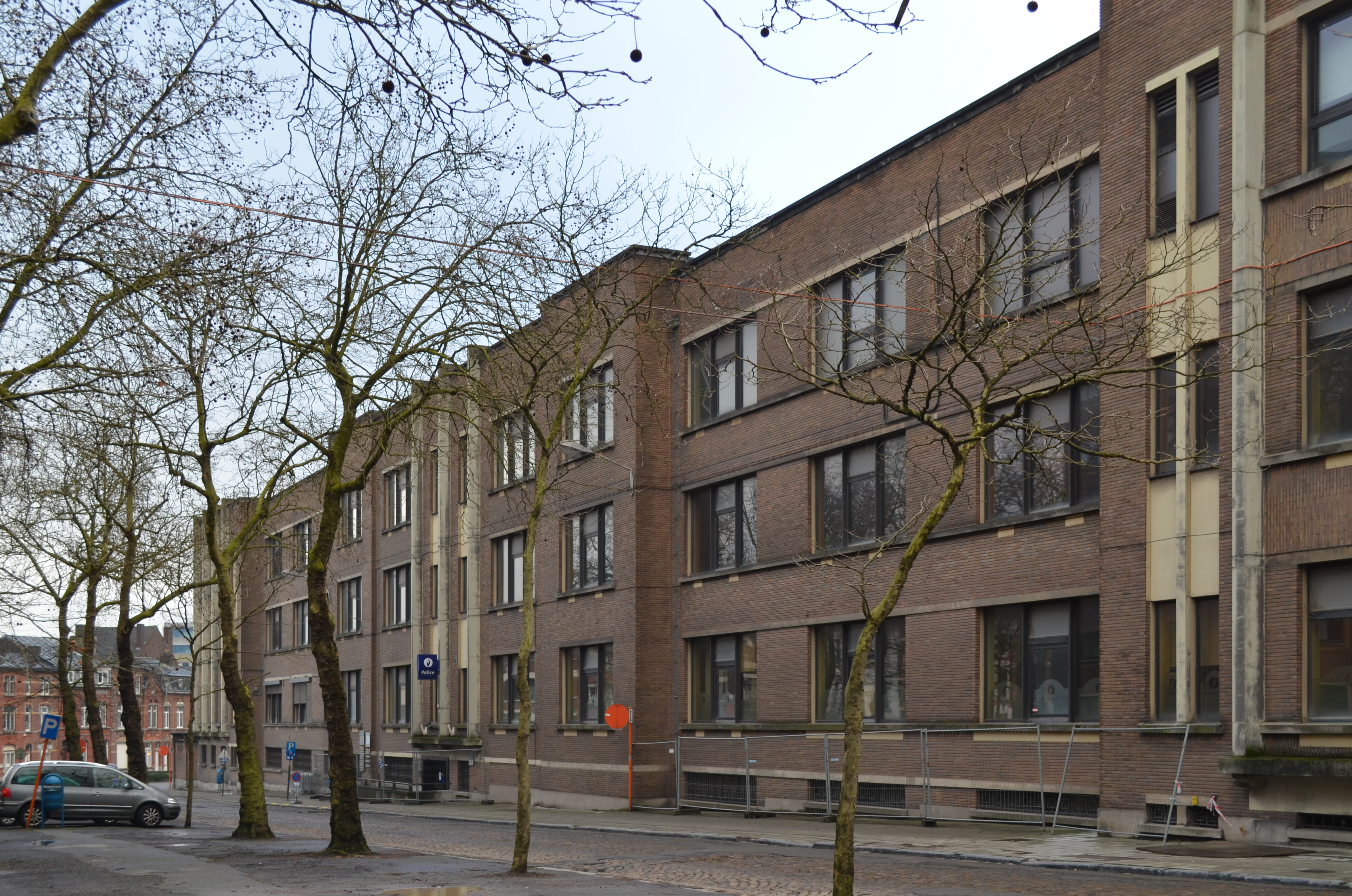
Bâtiment principal